# Ploceus taeniopterus
Ploceus taeniopterus là một loài chim trong họ Ploceidae.